# Rakiura vernale
Rakiura vernale är en nattsländeart som beskrevs av Mcfarlane 1973. Rakiura vernale ingår i släktet Rakiura och familjen Helicopsychidae. Inga underarter finns listade i Catalogue of Life.